# Kotlina Biebrzańska
Kotlina Biebrzańska (843.32) – mezoregion fizycznogeograficzny w północniej części Niziny Północnopodlaskiej; obniżenie w północno-wschodniej Polsce o długości około 130 km, szerokości maksymalnej do 35 km (przewężenie w okolicach Osowca-Twierdzy), o powierzchni około 2 600 km².
Od zachodu ogranicza ją Wysoczyzna Kolneńska, od południa Wysoczyzna Wysokomazowiecka, od wschodu Wysoczyzna Białostocka, od północy Pojezierze Ełckie i Równina Augustowska. Składa się z 3 oddzielonych obniżeniami części: Kotliny Biebrzy Górnej, Środkowej i Dolnej.
W czasie zlodowacenia wiślańskiego Kotlina Biebrzańska funkcjonowała jako pradolina, odprowadzając wody glacjofluwialne do Narwi. Dno kotliny obniża się z północy na południe od 120 do 98 m przy ujściu Biebrzy do Narwi. W okresie późnolodowcowym i w holocenie ustał intensywny przepływ wody i rozwinęły się procesy zatorfienia, które doprowadziły do powstania kilkunastometrowych pokładów torfu.
Większość terenu kotliny stanowią torfowiska i bagna (największy obszar w Polsce to tzw. Bagna Biebrzańskie). Biebrza jest głównym ciekiem regionu. Bierze początek na Wzgórzach Sokólskich i do ujścia ma 165 km długości. Południową część kotliny przepływa Narew. Lewymi dopływami Biebrzy są Sidra i Brzozówka, prawymi – Netta, Ełk i Wissa. Biebrza i Netta były wykorzystywane jako droga wodna Kanału Augustowskiego.
Teren kotliny w dużej części objęty jest ochroną w ramach Biebrzańskiego Parku Narodowego, na terenie którego znajduje się m.in. rezerwat Czerwone Bagno.
Ważniejsze miejscowości położone na terenie Kotliny Biebrzańskiej:
- Lipsk
- Goniądz
- Osowiec-Twierdza